# Andor Leon
Andor Leon, szül. Adler Leó (Budapest, 1897. szeptember 30. – Budapest, 1983. szeptember 2.) magyar újságíró, író.

## Életrajza
Miután a Magyarországi Tanácsköztársaság megbukott, emigrált, majd újságíró volt Ausztriában, Németországban, Franciaországban, Lengyelországban, Finnországban és Jugoszláviában. 1942-ben visszatért Magyarországra, majd a második világháború után a Kossuth Népe, az Igaz Szó, a Képes Figyelő és a Magyar Nap munkatársa volt. Ismeretterjesztő, ill. oktató diafilmek közreműködőjeként is dolgozott.
1974-ben vonult nyugdíjba. A Magyar Rádiónak külső munkatársa volt. Újságírói munkásságának elismeréseként 1979-ben Aranytollal jutalmazták.

## Főbb művei
- A véreb menekül; Szikra Ny., Bp., 1948 (Forintos regény)
- A hét ördöge; Szikra Ny., Bp., 1948 (Forintos regény)
- Tíz határon át (riportregény, Budapest, 1965)